# 6to4
Mechanizm automatycznych tuneli 6to4 pozwala podłączyć się do sieci IPv6 każdemu, kto dysponuje choćby jednym publicznym adresem IPv4. Przy uruchamianiu tunelu nie są konieczne żadne formalności. Ważne jest jednak by poprzez sieć usługodawcy osiągalny był adres 192.88.99.1 oraz możliwa była transmisja pakietów IPv4 oznaczonych protokołem 41 (dziesiętnie). Dokładny opis zawarty jest w RFC 3056 ↓.

## Zasada działania
Mechanizm 6to4 polega na pakowaniu (tunelowaniu) pakietów IPv6 w pakiety IPv4. Pole protokołu w nagłówku otrzymuje wartość 41. Tak utworzone pakiety wysyłane są do komputera stanowiącego bramę pomiędzy siecią opartą na IPv4 a „prawdziwą” siecią IPv6. Komputerów takich może być w całym internecie dowolna liczba, lecz w celu uproszczenia konfiguracji po stronie użytkownika wszystkim im powinien zgodnie z RFC 3068 ↓ być przypisany adres 192.88.99.1. Następnie od konfiguracji trasowania IPv4 zależy, który konkretnie komputer stanowi domyślną bramę dla wybranego użytkownika internetu. Przy poprawnej konfiguracji zawsze jest to komputer najbliższy, a zatem zapewniający najszybsze połączenie. Pakiety powracać mogą całkiem inną drogą i nosić praktycznie dowolny adres IPv4 nadawcy. Trzeba to wziąć pod uwagę przy konfiguracji zapór sieciowych.
W odrobinę inny sposób traktowane są pakiety przeznaczone do innych komputerów podłączonych z użyciem 6to4. Z ich adresu skonstruowanego tak, jak to opisano poniżej, odczytywany jest adres IPv4, pod który dane są wysyłane bezpośrednio z pominięciem bramy. Wygląda to tak, jakby wszyscy użytkownicy 6to4 podłączeni byli do jednej sieci o przedrostku 2002:/16.

## Adresy IPv6
Użytkownik dysponujący co najmniej jednym publicznym adresem IPv4 (dalej oznaczanym jako V4ADDR) korzystający z 6to4 dostaje do dyspozycji 48-bitowy przedrostek (prefiks) skonstruowany według następujących zasad:
- FP: 2
- TLA: 0x0002
- NLA: V4ADDR

```
     | 3 |  13  |    32     |   16   |          64 bits               |
     +---+------+-----------+--------+--------------------------------+
     |FP | TLA  | V4ADDR    | SLA ID |         Interface ID           |
     |001|0x0002|           |        |                                |
     +---+------+-----------+--------+--------------------------------+

```

V4ADDR to adres, który pozwoli na dostarczenie tunelowanych pakietów do komputera stanowiącego bramę pomiędzy tunelem a siecią użytkownika korzystającą z naturalnego IPv6. W większości przypadków będzie to router tej sieci. Np. adres 207.142.131.205 (www08.wikipedia.org) da w efekcie przedrostek 2002:cf8e:83cd:. Posiadając zatem jeden adres IPv4 użytkownik zyskuje możliwość podłączenia praktycznie nieograniczonej liczby komputerów do sieci IPv6. W przypadku adresów przydzielanych dynamicznie konieczna jest oczywiście rekonfiguracja za każdą zmianą adresu IPv4.